# استان غربی (پاپوآ گینه نو)
استان غربی یکی از استان های ساحلی کشور پاپوآ گینه نو واقع در جنوب غربی این کشور است.
مرکز استان کیونگا است ، اما سابق بر این مرکز استان دارو واقع در جزیره دارو بود.

بزرگترین شهر استان تابوبیل می باشد.

## تقسیمات
این استان از ۳ منطقه تشکیل شده‌است و این منطقه‌ها در مجموع دارای ۱۴ فرمانداری محلی هستند. لازم به ذکر است که هر فرمانداری محلی، در زمان آمار گیری به چند بخش تقسیم می‌شود.
| منطقه            | مرکز منطقه | نام فرمانداری محلی                     |
| ---------------- | ---------- | -------------------------------------- |
| منطقه فلای شمالی | کیونگا     | فرمانداری محلی روستایی کیونگا          |
| منطقه فلای شمالی | کیونگا     | فرمانداری محلی شهری کیونگا             |
| منطقه فلای شمالی | کیونگا     | فرمانداری محلی روستایی نینگروم         |
| منطقه فلای شمالی | کیونگا     | فرمانداری محلی روستایی اولسوبیپ        |
| منطقه فلای شمالی | کیونگا     | فرمانداری محلی روستایی کوهستان ستاره   |
| منطقه فلای میانه | بالیمو     | فرمانداری محلی شهری بالیمو             |
| منطقه فلای میانه | بالیمو     | فرمانداری محلی روستایی بامو            |
| منطقه فلای میانه | بالیمو     | فرمانداری محلی روستایی گوگودالا        |
| منطقه فلای میانه | بالیمو     | فرمانداری محلی روستایی دریاچه موری     |
| منطقه فلای میانه | بالیمو     | فرمانداری محلی روستایی نوماد           |
| منطقه فلای جنوبی | دارو       | فرمانداری محلی شهری دارو               |
| منطقه فلای جنوبی | دارو       | فرمانداری محلی روستایی کیوائی          |
| منطقه فلای جنوبی | دارو       | فرمانداری محلی روستایی مورهد           |
| منطقه فلای جنوبی | دارو       | فرمانداری محلی روستایی اوروئیمو-بیتوری |